# Tabuaeran
Tabuaeran, auch Fanning Island, ist ein Atoll im Norden der Line Islands südlich von Hawaii, das zum pazifischen Inselstaat Kiribati gehört.

## Geographie
Das Atoll wurde ursprünglich nach seinem amerikanischen Entdecker Edmund Fanning (1769–1841) benannt. Es besteht aus drei größeren Inseln und zahlreichen weiteren kleinen Eilanden (Motus). Die ovale Lagune kann durch eine westlich gelegene Passage (English Harbor) von kleinen Schiffen befahren werden. Auf einer Landfläche von 33,73 km² leben in neun Siedlungen rund 2000 Einwohner (Stand 2020). Alle Siedlungen liegen auf dem westlichen und südwestlichen Inselsaum des Atolls. Die höchste Erhebung liegt gegenwärtig bei 3 m über dem Meeresspiegel.
Die Bewohner Tabuaerans sind vorwiegend Nachfahren der Mikronesier von den Gilbertinseln, die in der Mitte des 19. Jahrhunderts durch die Firma Fanning Island Plantations Ltd. als Arbeiter für die Kopra-Industrie angesiedelt wurden. Verwaltungssitz ist Paelau (Napia) im Nordwesten.
Die einzelnen Siedlungen (von Nord nach Süd)
| \| Siedlung \| Bevölkerung (Volkszählung) \| Bevölkerung (Volkszählung) \| Bevölkerung (Volkszählung) \| Bevölkerung (Volkszählung) \| \| ------------------------------- \| -------------------------- \| -------------------------- \| -------------------------- \| -------------------------- \| \| Siedlung \| 2005[5] \| 2010[6] \| 2015[7] \| 2020[8] \| \| Napari (Nabari) \| 194 \| - ▼ \| - ▬ \| - ▬ \| \| Tereitaki \| 438 \| 346 ▼ \| 505 ▲ \| 370 ▼ \| \| Betania \| 260 \| 175 ▼ \| 203 ▲ \| 174 ▼ \| \| Paelau (Napia, English Harbour) \| 250 \| 200 ▼ \| 257 ▲ \| 135 ▼ \| \| Aontenaa (Aontena) \| 177 \| 190 ▲ \| 259 ▲ \| 256 ▼ \| \| Terine (Tenenebo) \| 461 \| 453 ▼ \| 406 ▼ \| 414 ▲ \| \| Tereitannano \| 249 \| 168 ▼ \| 241 ▲ \| 184 ▼ \| \| Aramari \| 358 \| 244 ▼ \| 274 ▲ \| 235 ▼ \| \| Eten (Mwanuku, Manuku) \| 152 \| 184 ▲ \| 170 ▼ \| 222 ▲ \| \| Tabuaeran gesamt \| 2539 \| 1960 ▼ \| 2315 ▲ \| 1990 ▼ \| |                            |                            |                            |                            |
| Siedlung | Bevölkerung (Volkszählung) | Bevölkerung (Volkszählung) | Bevölkerung (Volkszählung) | Bevölkerung (Volkszählung) |
| Siedlung | 2005                       | 2010                       | 2015                       | 2020                       |
| Napari (Nabari) | 194                        | - ▼                        | - ▬                        | - ▬                        |
| Tereitaki | 438                        | 346 ▼                      | 505 ▲                      | 370 ▼                      |
| Betania | 260                        | 175 ▼                      | 203 ▲                      | 174 ▼                      |
| Paelau (Napia, English Harbour) | 250                        | 200 ▼                      | 257 ▲                      | 135 ▼                      |
| Aontenaa (Aontena) | 177                        | 190 ▲                      | 259 ▲                      | 256 ▼                      |
| Terine (Tenenebo) | 461                        | 453 ▼                      | 406 ▼                      | 414 ▲                      |
| Tereitannano | 249                        | 168 ▼                      | 241 ▲                      | 184 ▼                      |
| Aramari | 358                        | 244 ▼                      | 274 ▲                      | 235 ▼                      |
| Eten (Mwanuku, Manuku) | 152                        | 184 ▲                      | 170 ▼                      | 222 ▲                      |
| Tabuaeran gesamt | 2539                       | 1960 ▼                     | 2315 ▲                     | 1990 ▼                     |

## Geschichte
Mit einer Entfernung von rund 1700 km von den Hawaii-Inseln ist Tabuaeran ein möglicher Zwischenstopp polynesischer Siedler auf dem Weg nach Hawaii. Es wurden Gegenstände gefunden, die eine frühe Besiedlung durch Polynesier vermuten lassen, die möglicherweise von den Cookinseln oder Tonga stammten. Als Kapitän Edmund Fanning die Inseln am 6. November 1798 mit dem Schiff Betsy für die USA entdeckte, waren sie wie die übrigen Atolle der Line Islands unbewohnt.
Fanning wurde zunächst 1800 von den USA beansprucht und 1889 durch das Vereinigte Königreich annektiert. Die Briten errichteten eine Kabelstation ihres Transpazifikkabels, die 1914 durch den deutschen Kreuzer Nürnberg beschädigt wurde. 1939 wurde das Atoll Teil der britischen Kolonie der Gilbert- und Elliceinseln und 1979 mit der Unabhängigkeit der Kolonie Teil der Republik Kiribati.

## Bildergalerie

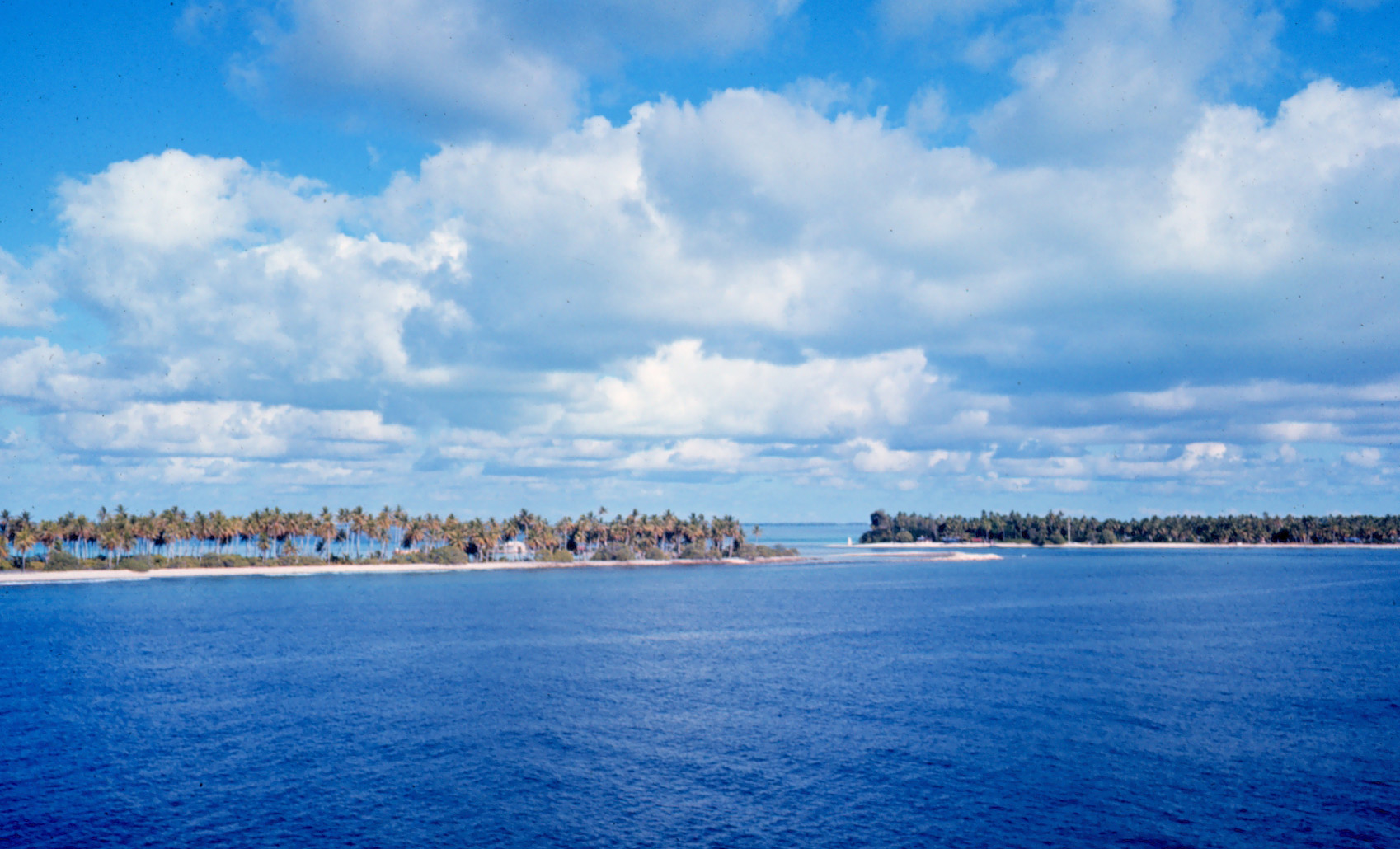
Die Einfahrt zur Lagune im Westen des Atolls (English Channel)
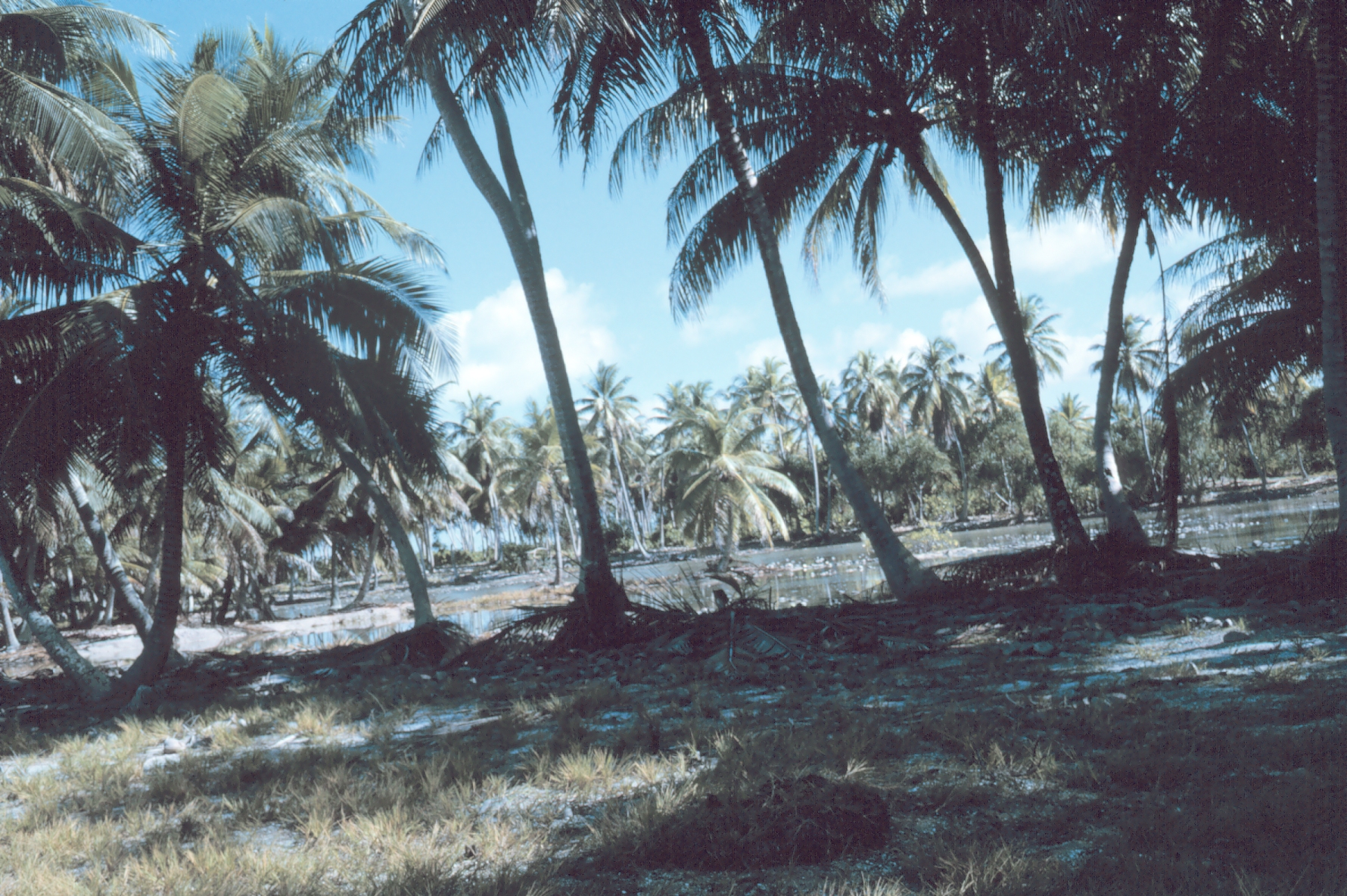
Ein Kokospalmen-Hain auf Tabuaeran
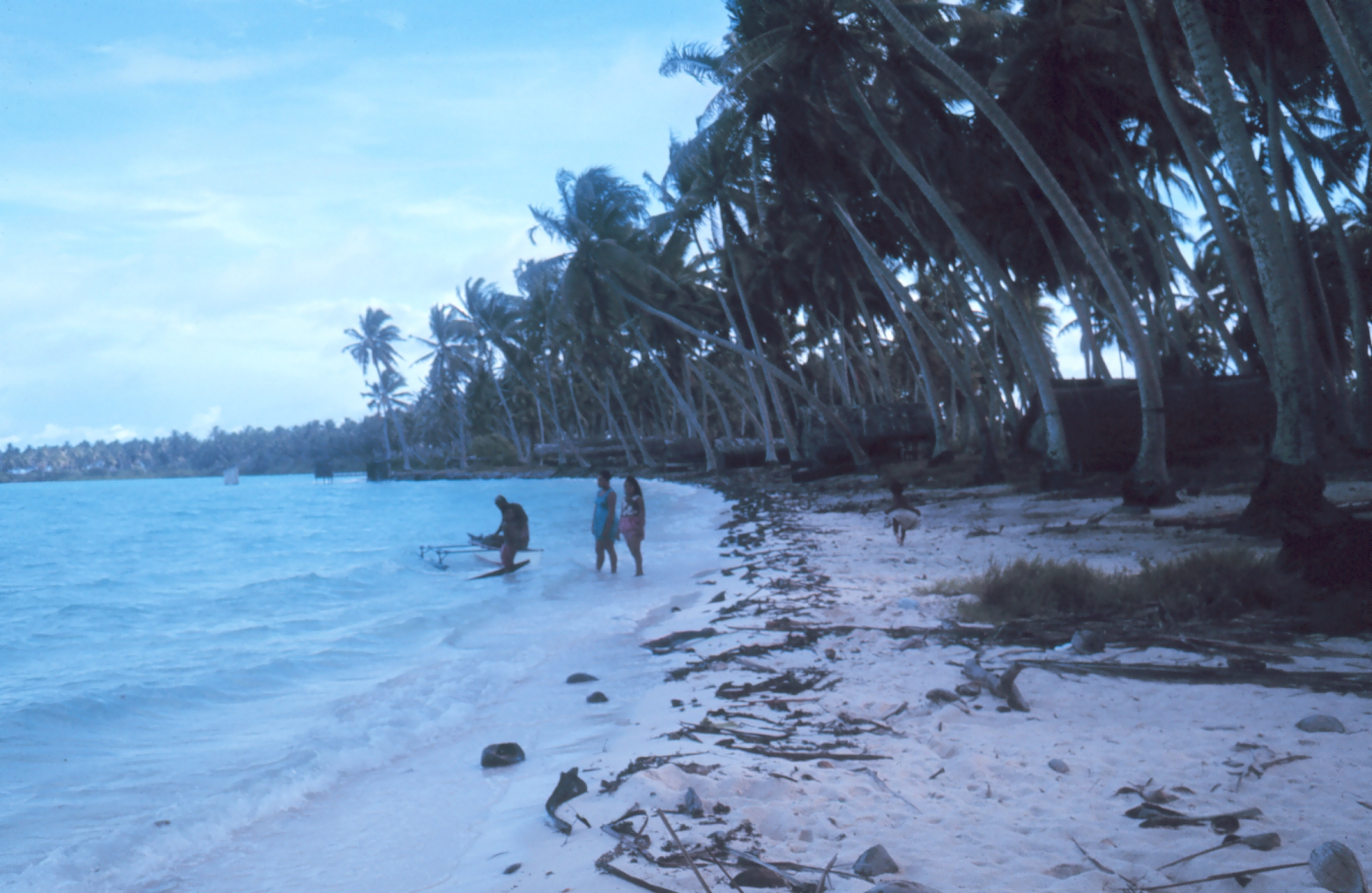
Einheimische mit einem Auslegerkanu
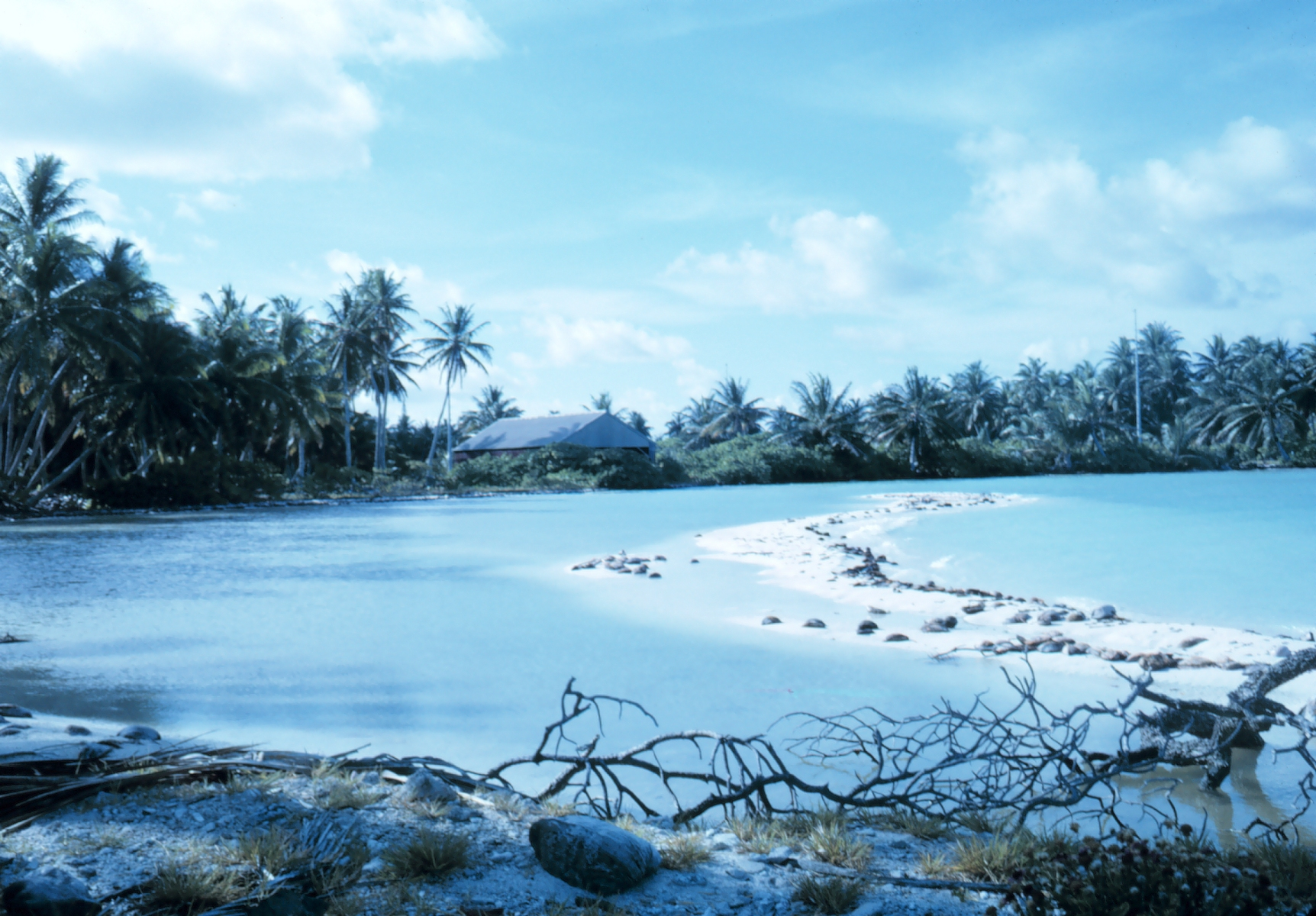
Eine Sandbank mit Korallen-Kalksteinen